# Station Birmingham International
Birmingham International is een spoorwegstation van National Rail in Solihull in Engeland. Het station is eigendom van Network Rail en wordt beheerd door Avanti West Coast.
Het station ligt aan de West Coast Main Line 14 km ten oosten van Birmingham New Street nabij Birmingham International Airport en het National Exhibition Centre. Het station ligt naast de M42. De term 'International' in de naam is een verwijzing naar de nabijgelegen luchthaven, niet een internationale treindienst.

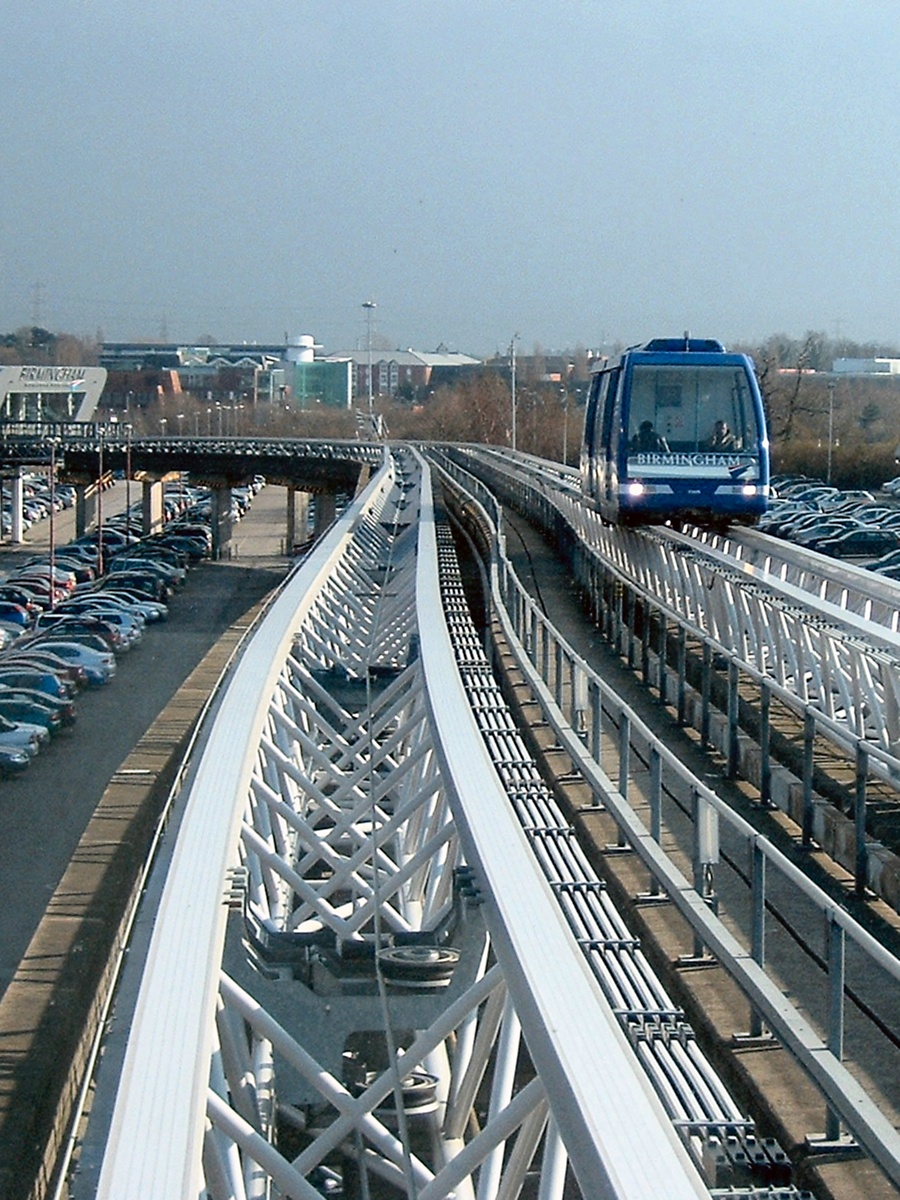
Verbinding met luchthaven
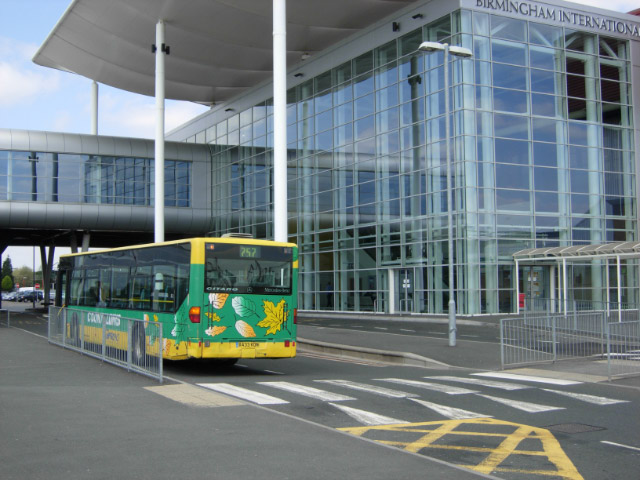
Exterieur